# Salvador Pineda
Salvador Pineda Popoca (Huetamo de Núñez, Michoacán, 16 de junio de 1952) es un primer actor mexicano.
Aunque su participación en cine ha sido principalmente en el mercado del videohome, en los 1980 participó en varias películas y protagonizó un par de obras con corrida comercial en México, La casa que arde de noche, junto a Sonia Infante basada en la novela homónima de Ricardo Garibay, Tú o nadie junto a Lucía Méndez y Chiquita pero picosa, junto a Verónica Castro.

## Biografía
Nació en Huetamo, Michoacán, el 16 de junio de 1952. Hijo del político, diplomático y escritor Salvador Pineda Pineda, y de la maestra y actriz Gloria Popoca.  Estudió actuación en el Instituto Andrés Soler, siendo alumno del reconocido actor Carlos Ancira.
Tuvo un hijo con la actriz venezolana Mayra Alejandra. Tiene otra hija, con la cual tuvo contacto hasta los cinco años, reside en Tijuana, Baja California.[cita requerida]
En 2002 se va a Los Ángeles para ser parte del elenco de la telenovela Te amaré en silencio, novela original de Univision, pero debido al fracaso de la telenovela se muda a Miami a grabar la telenovela Inocente de ti.
En 2008 Salvador Pineda regresó a las novelas de Telemundo después de años de ausencia, ya que el participó en la telenovela Guadalupe en Miami y participó en El juramento, novela grabada en México.
Regresa a las telenovelas mexicanas en Corazón salvaje, interpretando al malvado Arcadio desde los capítulos iniciales hasta a mediados, en los que su personaje se ausenta por un tiempo, después regresa en los capítulos finales de la novela.
Luego, tiene un papel antagónico en Triunfo del amor junto a Victoria Ruffo.

## Filmografía

### Cine
- Los triunfadores (1978)
- La casa que arde de noche (1985)
- El ataque de los pájaros (1987)
- Tierra	de víboras (1991)
- Furia de venganza (1991)
- Dos	cruces en el ocaso (1992)
- Muerte Lenta (1992)
- Susana Santiago (1997)
- Gatillero (1998)
- El mensajero del miedo (1999)
- La captura del capo (1999)
- Tres reos (2000)
- El error del comandante (2001)
- El diario de una prostituta (2013)
- Los trapos sucios se lavan en casa (2020)

### Televisión
- Me atrevo a amarte (2025) - Dionisio Paz Chavarria[1]
- El Señor de los Cielos (2023) - Julio Zambrana[2]
- La casa de las flores (2019) - Mauricio Pollo[3]
- Sin miedo a la verdad (2018) - Germán[4]
- En tierras salvajes (2017) - Amador Morales
- Muchacha italiana viene a casarse (2014-2015) - Dante Dávalos
- Que bonito amor (2012-2013) - Concepción "Concho" Hernández
- Triunfo del amor (2010-2011) - Rodolfo Padilla
- Corazón salvaje (2009-2010) - Arcadio
- Mujeres asesinas (2009) - Mario Sáenz
- El juramento (2008) - Padre Salvador
- Inocente de ti (2004-2005) - Rubén González
- Te amaré en silencio (2003) - Emilio
- El país de las mujeres (2002-2003) - Aquiles
- Golpe bajo (2000-2001) - Andrés Carranza
- Besos prohibidos (1999-2000) - Felipe
- La mentira (1998) - Francisco Morguel
- Esmeralda (1997) - Dr. Lucio Malaver
- Morelia (1995-1996) - Federico Campos Miranda
- Guadalupe (1993-1994) - Antonio Infante
- Marielena (1992-1993) - Esteban Serrano
- Mi pequeña Soledad (1990) - Gerardo Salazar Ballesteros
- El magnate (1989-1990) - Rodrigo Valverde
- Mi nombre es Coraje (1988) - Gerónimo Coraje
- Como la hiedra (1987) - Lorenzo 'El Tigre' Navarro
- El camino secreto (1986-1987) - David Genovés
- Tú o nadie (1985) - Maximiliano Albéniz
- Coralito (1983-1984) - Emiliano Zambrano
- Bianca Vidal (1982-1983) - José Miguel Medina Rivas
- El derecho de nacer (1981-1982) - Alfredo Martínez
- Soledad (1980-1981) - Andrés Sánchez Fuentes
- Colorina (1980-1981) - Enrique
- J.J. Juez (1979-1980) - Martín Gondra
- Lágrimas negras (1979)
- Rosalía (1978-1979) - Leonel
- Ladronzuela (1977-1978) - Gabriel
- Rina (1977) - El Nene

### Teatro
- Doce hombres en pugna (2009)

## Premios y nominaciones

### Premios TVyNovelas
| Año  | Categoría               | Telenovela         | Resultado |
| ---- | ----------------------- | ------------------ | --------- |
| 1998 | Mejor villano           | Esmeralda          | Nominado  |
| 1991 | Mejor actor coestelar   | Mi pequeña Soledad | Ganador   |
| 1987 | Mejor actor protagónico | El camino secreto  | Nominado  |
| 1986 | Mejor villano           | Tú o nadie         | Nominado  |

### Premios ACE
| Año  | Categoría                   | Telenovela | Resultado |
| ---- | --------------------------- | ---------- | --------- |
| 1986 | Mejor Coactuación Masculina | Tú o nadie | Ganador   |

### Premios ACPT
| Año  | Categoría              | Obra          | Resultado |
| ---- | ---------------------- | ------------- | --------- |
| 2008 | Mejor Ensamble Actoral | Doce en Pugna | Ganador   |